# هيو كاميرون (سياسي)
هيو كاميرون هو سياسي كندي، ولد في 18 مارس 1836 في كندا، وتوفي في 11 مايو 1918. انتخب عضو مجلس العموم الكندي.